# Arawhata River
Der Arawhata River ist ein Fluss in Neuseeland, der in den Neuseeländischen Alpen entspringt und an der Westküste der Südinsel in die Tasmansee mündet.

## Geographie
Der Arawhata River entspringt an der Nordflanke des 2252 m hohen Mount Barff unterhalb des 1472 m hohen Waipara Saddle. Auf der gegenüberliegenden Seite des Gebirgspasses liegt der Waipara River, der den Bonar-Gletscher entwässert und später in den Arawhata River mündet, nachdem beide Flüsse die Waipara Range umflossen haben. Nahe seiner Quelle nimmt der Arawhata River das Schmelzwasser des Mercer-Gletschers auf, trifft in westlicher Fließrichtung auf den Joe River und knickt nach Norden ab. Der Joe River führt das Schmelzwasser des Joe-Gletschers sowie des Twin Icefall ab. Beide Flüsse nehmen das Schmelzwasser mehrerer kleiner Gletscher entlang der Nordflanke der Snowdrift Range im Süden auf. Auch der Nebenfluss Williamson River wird von einem Gletscher gespeist, dem Olivine Ice Plateau, an dessen Fuß der Lake Williamson liegt.
Im weiteren Verlauf fließt der Fluss nach Nordosten zwischen der Olivine und Thomson Range linksseitig und der Waipara und Haast Range rechtsseitig. Am Zusammenfluss mit dem Jackson River knickt der Fluss nach Nordwesten ab und mündet in die Jackson Bay/Okahu der Tasmansee. Neben den Nebenflüssen wird der Fluss von zahlreichen Bächen entlang der Bergflanken gespeist. In deren Verläufen liegen zudem Wasserfälle mit teilweise über 100 Metern Fallhöhe, wie die Benmore oder Paulin Falls.
Der obere Teil des Flussverlaufs mitsamt den Nebenflüssen Joe und Williamson River ist Teil des Mount-Aspiring-Nationalparks. Der namensgebende 3033 m hohe Mount Aspiring liegt nur wenige Kilometer nordöstlich der Quelle.

## Namensursprung
Der Name der Māori lässt sich auf mehrfache Weise übersetzen. Eine Bedeutung lautet frei „Weg zum erhöhten Lager“, oder auch „Weg zum Lebensmittellager“. Auch die Bedeutung „Leiter“ ist möglich. In der Vergangenheit fand man auch die Schreibweise Arawata River.

## Infrastruktur
An der Mündung liegt der kleine Ort Neils Beach. Von dort bis zur Mündung des Jackson River führt die Haast-Jackson Bay Road entlang dem linken Ufer, überbrückt den Arawhata River und führt an der Küste nach Haast im Norden, wo der New Zealand State Highway 6 verläuft. Das Tal des Jackson River wird durch die an der Mündung abzweigende Jackson River Road erschlossen. Im darüber liegenden Talverlauf des Arawhata River gibt es Wanderwege und Biwaks.